# Karel Hendrik Roessingh
Karel Hendrik Roessingh (Groningen, 11 maart 1886 – Leiden, 29 oktober 1925) was een Nederlands protestants (remonstrants) theoloog. Hij was een van de actiefste figuren binnen het vrijzinnig protestantisme aan het begin van de 20ste eeuw.

## Leven en werk
Roessingh promoveerde in 1914 op de moderne theologie van Jan Hendrik Scholten en zijn voorgangers, en schreef in 1922 met zijn boek Het modernisme in Nederland een vervolg op dit proefschrift. In 1916 werd hij gewoon hoogleraar Ethiek en Encyclopedie der Godgeleerdheid aan de Universiteit Leiden; in 1922 nam hij bovendien de leeropdracht Godsdienstfilosofie over van William Brede Kristensen. Roessingh overleed na een kort ziekbed op 39-jarige leeftijd. Hij werd als hoogleraar opgevolgd door Hendrik Tjakko de Graaf (1875-1930).

## Publicaties
De verzamelde werken van Roessingh werden kort na zijn dood in vijf delen uitgegeven door Gerrit Jan Heering. Zijn publicaties lopen uiteen van boeken over de geschiedenis van het modernisme in de theologie tot preken en gelegenheidsstukken voor de vrijzinnige beweging. Als belangrijkste werken van Roessingh gelden:
- De Moderne Theologie in Nederland. Hare voorbereiding en eerste periode (1914, proefschrift)
- Persoonlijkheid en cultuur (1916, oratie)
- Het modernisme in Nederland (1922)
- Bekeering en wedergeboorte (postuum gepubliceerd door Heering in 1927)